# سراي (نوبهار)
سراي هي بلدة في مقاطعة نوبهار في ولاية نواوي في أوزبكستان.